# Prowincja Quảng Nam
Quảng Nam wymowaⓘ – prowincja Wietnamu, znajdująca się w środkowej części kraju, w Regionie Wybrzeża Południowo-Środkowego. Na zachodzie prowincja graniczy z Laosem.

## Podział administracyjny
W skład prowincji Quảng Nam wchodzi piętnaście dystryktów oraz dwa miasta.
- Miasta:

1. Hội An
2. Tam Kỳ

- Dystrykty:

1. Bắc Trà My
2. Đại Lộc
3. Điện Bàn
4. Đông Giang
5. Duy Xuyên
6. Hiệp Đức
7. Nam Giang
8. Nam Trà My
9. Núi Thành
10. Phu Ninh
11. Phước Sơn
12. Quế Sơn
13. Tây Giang
14. Thăng Bình
15. Tiên Phước